# 살찐생쥐속
살찐생쥐속(Steatomys)은 붉은숲쥐과에 속하는 설치류 속이다. 8종으로 이루어져 있다. 중앙아프리카 우림 지역 제외한 사하라 이남 아프리카 대부분의 지역에서 흔하게 발견된다.

## 하위 종
| - 보카쥬아프리카살찐생쥐 (S. bocagei) - 북서부살찐생쥐 (S. caurinus) - 데인티살찐생쥐 (S. cuppedius) - 잭슨살찐생쥐 (S. jacksoni) | - 크렙살찐생쥐 (S. krebsii) - 포우사게스아프리카살찐생쥐 (S. opimus) - 작은살찐생쥐 (S. parvus) - 살찐생쥐 (S. pratensis) |